# Maplewood (Missouri)
Maplewood é uma cidade localizada no estado americano do Missouri, no Condado de St. Louis.

## Demografia
Segundo o censo americano de 2000, a sua população era de 9228 habitantes.
Em 2006, foi estimada uma população de 8770, um decréscimo de 458 (-5.0%).

## Geografia
De acordo com o United States Census Bureau tem uma área de 4,0 km², dos quais 4,0 km² cobertos por terra e 0,0 km² cobertos por água.

## Localidades na vizinhança
O diagrama seguinte representa as localidades num raio de 4 km ao redor de Maplewood.